# Ertuğrul Yalçınbayır
Ertuğrul Yalçınbayır né le 1er juillet 1946 à Haskovo, est un avocat et homme politique turc.

## Biographie
Quand il a 4 ans, il quitte la Bulgarie, avec sa famille, pour arriver en Turquie. Il termine ses études secondaires au lycée des garçons de Bursa et il est diplômé de la faculté de droit de l'Université d'Istanbul.
Un temps il travaille comme avocat et joueur au Bursaspor.
Dans les années 70, il milite au parti CHP. Dans les années 80, il se rapproche du mouvement Millî Görüş et il est élu député du Parti de la prospérité (RP) en 1995. Il quitte ce parti en 1997, et la même année il rejoint le parti de la mère patrie ANAP. Il est président de la commission des affaires constitutionnelles de la Grande Assemblée nationale de Turquie (1999-2000) puis quitte ce parti et cofonde le parti de la justice et du développement (AKP) en 2001 est devient le premier secrétaire général de ce parti (2001-2002). Il est vice-premier ministre et ministre d'État chargé de l'Union européenne et des droits de l'homme dans le Gouvernement Gül (2002-2003),. Pendant sa fonction ministérielle il critique le mémorandum du 1er mars 2003 et il n'est pas reconduit dans ses fonctions dans le nouveau gouvernement qui est formé par Recep Tayyip Erdoğan. Il n'est pas sur les listes de l'AKP pour les élections législatives turques de 2007. Il est l'opposant interne de son parti et le quitte en 2019.